# Pantopsalis snaresensis
Pantopsalis snaresensis is een hooiwagen uit de familie Monoscutidae.